# Województwo włocławskie
Województwo włocławskie – województwo ze stolicą we Włocławku, jedno z 49 istniejących w latach 1975–1998. W 1999 roku włączone zostało do województwa kujawsko-pomorskiego.

## Urzędy Rejonowe
- Urząd Rejonowy w Aleksandrowie Kujawskim dla gmin: Aleksandrów Kujawski, Bądkowo, Koneck, Raciążek, Waganiec i Zakrzewo oraz miast: Aleksandrów Kujawski, Ciechocinek i Nieszawa
- Urząd Rejonowy w Lipnie dla gmin: Bobrowniki, Chrostkowo, Czernikowo, Dobrzyń n. Wisłą, Kikół, Lipno, Skępe, Tłuchowo, Wielgie i Zbójno oraz miasta Lipno
- Urząd Rejonowy w Radziejowie dla gmin: Bytoń, Dobre, Osięciny, Piotrków Kujawski, Radziejów i Topólka oraz miasta Radziejów
- Urząd Rejonowy w Rypinie dla gmin: Brzuze, Rogowo, Rypin i Skrwilno oraz miasta Rypin
- Urząd Rejonowy we Włocławku dla gmin: Baruchowo, Boniewo, Brześć Kujawski, Choceń, Chodecz, Fabianki, Izbica Kujawska, Kowal, Lubanie, Lubień Kujawski, Lubraniec i Włocławek oraz miast Kowal i Włocławek

## Miasta
Ludność 31.12.1998
- Włocławek – 123 373
- Rypin – 16 971
- Lipno – 15 608
- Aleksandrów Kujawski – 13 031
- Ciechocinek – 11 312
- Radziejów – 5 151
- Piotrków Kujawski – 4 326
- Brześć Kujawski – 4 692
- Lubraniec – 3 915
- Skępe – 3 475
- Kowal – 3 440
- Izbica Kujawska – 2 693[1]
- Dobrzyń nad Wisłą – 2 415
- Nieszawa – 2 047
- Chodecz – 1 616
- Lubień Kujawski – 1 166

## Ludność w latach
| Rok                    | Liczba mieszkańców |
| ---------------------- | ------------------ |
| 1975 (31 grudnia)      | 403,2 tys.         |
| 1976 (31 grudnia)      | 405,3 tys.         |
| 1977 (31 grudnia)      | 406,8 tys.         |
| 1978 (spis powszechny) | 409 980            |
| 1978 (31 grudnia)      | 412,3 tys.         |
| 1979 (31 grudnia)      | 411,7 tys.         |
| 1980 (31 grudnia)      | 413,4 tys.         |
| 1983 (31 grudnia)      | 421,8 tys.         |
| 1985 (31 grudnia)      | 425,9 tys.         |
| 1986                   | 427,1 tys.         |
| 1987                   | 428 tys.           |
| 1988                   | 427 tys.           |
| 1989 (31 grudnia)      | 428,9 tys.         |
| 1990 (30 czerwca)      | 429 tys.           |
| 1990 (31 grudnia)      | 429,4 tys.         |
| 1991 (31 grudnia)      | 430,1 tys.         |
| 1992 (31 grudnia)      | 433,4 tys.         |
| 1993 (30 czerwca)      | 433,5 tys.         |
| 1994 (31 grudnia)      | 435 tys.           |
| 1995 (30 czerwca)      | 434,7 tys.         |
| 1995 (31 grudnia)      | 435 tys.           |
| 1997 (31 grudnia)      | 434,9 tys.         |